# Дюсов Владислав Романович
Владисла́в Рома́нович Дю́сов (25 березня 1994, Могилів-Подільський — 31 травня 2015; Широкине, Волноваський район, Донецька область, Україна) — український військовик, боєць полку «Азов», Національної гвардії України. Учасник російсько-української війни. Кавалер ордена «За мужність» III ступеня (посмертно).

## Життєпис
Студент факультету соціології і права НТУУ «КПІ», залишалося 3 тижні до бакалаврського державного іспиту. Учасник Революції Гідності. В часі війни — доброволець, батальйон ОУН, брав участь у боях за Піски. З весни 2015-го — номер обслуги зенітної батареї, окремий загін спеціального призначення «Азов».
31 травня 2015-го підірвався на «розтяжці», зазнав важких поранень під час «зачистки» подвір'я та будинку в селі Широкине, що видалися підозрілими. Йому відірвало ногу й пальці на руці, побратими наклали джгут та на собі винесли. Помер від поранень у лікарні.
Похований у місті Могилів-Подільський.

## Нагороди
За особисту мужність, сумлінне та бездоганне служіння Українському народові, зразкове виконання військового обов'язку відзначений — нагороджений
- 15 вересня 2015 року — орденом «За мужність» III ступеня (посмертно).